# Darijo Srna
Darijo Srna (Metković, 1. svibnja 1982.) bivši je kapetan hrvatske nogometne reprezentacije, Hajduka, Šahtara i Cagliarija. Danas je sportski direktor u Šahtaru i trener s Uefinom PRO licencom.
S 134 nastupa na čelu je ljestvice hrvatskih reprezentativaca po broju nastupa nakon Luke Modrića. A na ljestvici strijelaca hrvatske reprezentacije drži peto mjesto s 22 pogotka iza Davora Šukera (45), Marija Mandžukića (33), Eduarda (29) i Ivana Perišića (26) (stanje u ožujku 2021.).

## Igračka karijera

### Klupska karijera
Nakon što je neko vrijeme proveo u Neretvi, dolazi u splitski Hajduk gdje njegov talent dolazi do potpunog izražaja. Nakon razdoblja u Hajduku iz Splita, gdje je smatran jednim od najboljih igrača 2003. godine zajedno s Pletikosom biva prodan ukrajinskom Šahtaru. U svom klubu, za razliku od reprezentacije, Srna zauzima više defenzivnu poziciju i zadužen je za izvođenje slobodnih udaraca. U to vrijeme povezivalo ga se s jakim engleskim klubovima, no, predsjednik Šahtara Rinat Ahmetov nije ga nigdje želio pustiti. Unatoč ponudama iz engleskog Liverpoola i francuskog PSG-a ostao je vjeran "rudarima" iz Donjecka.
U sezoni 2008./09. Srna biva posljednjim kapetanom koji je podigao pokal pobjednika Kupa Uefe, prije nego što se ovo natjecanje transformiralo u UEFA Europsku ligu. U finalu su pobijedili Werder Bermen nakon produžetka.
Srna je u svibnju 2016. godine produžio ugovor sa Šahtarom na još jednu godinu. U 2015./16. sezoni je nastupio u 41 utakmici te je bio strijelac šest puta.
U lipnju 2018. godine potpisao je ugovor na godinu dana s talijanskim klubom Cagliarijem. U lipnju 2019. godine objavio je kraj igračke karijere i početak trenerske.

### Reprezentativna karijera
Srna je prošao sve mlađe selekcije hrvatske reprezentacije, od velikih natjecanja zabilježio je nastup na Europskom prvenstvu do 21, 2004. godine. Za "A" vrstu debitirao je krajem 2002. godine u prijateljskom susretu protiv Rumunjske. Od tada bio je standardni član prvih 11, a od oproštaja Nike Kovača i kapetan. Igrao je na mjestu desnog braniča/veznog. Njegovo prvo veliko natjecanje bio je Euro 2004. u Portugalu gdje je nastupio u sve tri utakmice.
Njegovim prodorima i ubacivanja po desnoj strani, te, naravno, pogodcima Hrvatska se uspjela plasirati na SP 2006. godine u Njemačkoj. Pogotkom iz jedanaesterca protiv Švedske odveo je reprezentaciju na SP 2006. godine. U Njemačkoj je na Svjetskom prvenstvu promašio kazneni udarac protiv Japana u utakmici koja je završila 0:0, a protiv Australije je postigao pogodak iz slobodnog udarca već u 2. minuti, ali konačni rezultat 2:2 nije bio dovoljan Hrvatskoj za nastavak natjecanja.
Natupio je i na Europskom prvenstvu 2008. godine i odigrao tri utakmice, te zabio jedan pogodak protiv Njemačke prije nego što je Hrvatska nesretno ispala od Turske. Nakon Europskog prvenstva i oproštaja Nike Kovača u reprezentaciji Srna dobiva kapetansku vrpcu. Prva utakmica koju je odigrao kao kapetan bila je protiv Rumunjske u Bukureštu.
Hrvatski nogometni izbornik objavio je u svibnju 2016. godine popis za nastup na Europskom prvenstvu u Francuskoj, na kojem se nalazio i Srna.

### Reprezentativni pogodci
| #   | Datum               | Mjesto                        | Protivnik    | Natjecanje                                |
| --- | ------------------- | ----------------------------- | ------------ | ----------------------------------------- |
| 1.  | 29. ožujka 2003.    | Zagreb, Hrvatska              | Belgija      | Euro 2004. kvalifikacije                  |
| 2.  | 31. ožujka 2004.    | Zagreb, Hrvatska              | Turska       | Prijateljska                              |
| 3.  | 8. rujna 2004.      | Göteborg, Švedska             | Švedska      | Svjetsko prvenstvo 2006. kvalifikacije    |
| 4.  | 9. listopada 2004.  | Zagreb, Hrvatska              | Bugarska     | Svjetsko prvenstvo 2006. kvalifikacije    |
| 5.  | 9. listopada 2004.  | Zagreb, Hrvatska              | Bugarska     | Svjetsko prvenstvo 2006. kvalifikacije    |
| 6.  | 9. veljače 2005.    | Jeruzalem, Izrael             | Izrael       | Prijateljska                              |
| 7.  | 3. rujna 2005.      | Reykjavik, Island             | Island       | Svjetsko prvenstvo 2006. kvalifikacije    |
| 8.  | 8. listopada 2005.  | Zagreb, Hrvatska              | Švedska      | Svjetsko prvenstvo 2006. kvalifikacije    |
| 9.  | 1. ožujka 2006.     | Basel, Švicarska              | Argentina    | Prijateljska                              |
| 10. | 22. lipnja 2006.    | Stuttgart, Njemačka           | Australija   | SP Njemačka 2006                          |
| 11. | 15. studenoga 2006. | Tel Aviv, Izrael              | Izrael       | Euro 2008. kvalifikacije                  |
| 12. | 24. ožujka 2007.    | Zagreb, Hrvatska              | Makedonija   | Euro 2008. kvalifikacije                  |
| 13. | 22. kolovoza 2007.  | Sarajevo, Bosna i Hercegovina | BiH          | Prijateljska                              |
| 14. | 22. kolovoza 2007.  | Sarajevo, Bosna i Hercegovina | BiH          | Prijateljska                              |
| 15. | 12. rujna 2007.     | Andorra la Vella, Andora      | Andora       | Euro 2008 kvalifikacije                   |
| 16. | 12. lipnja 2008.    | Klagenfurt, Austrija          | Njemačka     | Euro 2008                                 |
| 17. | 20. kolovoza 2008.  | Maribor, Slovenija            | Slovenije    | Prijateljska                              |
| 18. | 14. studenoga 2009. | Vinkovci, Hrvatska            | Lihteštajn   | Prijateljska                              |
| 19. | 3. rujna 2010.      | Riga, Latvija                 | Latvija      | Euro 2012. kvalifikacije                  |
| 20. | 6. veljače 2013.    | London, Engleska              | Južna Koreja | Prijateljska (njegov 100. nastup)         |
| 21. | 19. studenoga 2013. | Zagreb, Hrvatska              | Island       | Svjetsko prvenstvo 2014. do-kvalifikacije |
| 22. | 4. lipnja 2016.     | Rijeka, Hrvatska              | San Marino   | Prijateljska                              |

## Trenerska karijera
Dana 20. lipnja 2019. godine na službenim stranicama kluba Šahtar Donjecka objavljeno je da će Srna biti pomoćni trener Luisu Castru. 2020. preuzeo je ulogu sportskog direktora kluba.

## Priznanja

### Individualna
- 2003. - Hajdučko srce, nagrada Hajdukove navijačke skupine Torcida koja se dodjeljuje najsrčanijem Hajdukovom igraču.
- 2008./09. i 2009./10. - najbolji igrač Ukrajinskog prvenstva prema ocjenama sportskih novinara.
- 2009. - Nagrada grada Metkovića "Ždral", za uspjehe postignute u športu i promicanje ugleda Metkovića u zemlji i svijetu.[13]
- 2010. - Nogometaš godine u Ukrajini po izboru ukrajinskog izdanja ruskog dnevnika Sport-Expressa.[14]
- 2010. - Nogometaš godine u Ukrajini po izboru magazina Nogometnog stila.[14]
- 2010./11. - uvršten je u idealnu jedanaestoricu Lige prvaka zajedno s velikim imenima kao Raul, Messi, Iniesta i drugima[15]
- 2011. - Vatrena krila za 2011. godinu, nagrada Kluba navijača hrvatske nogometne reprezentacije "Uvijek vjerni" za najsrčanijeg hrvatskog reprezentativca.

### Klupska
HNK Hajduk Split
- 1. HNL (1): 2000./01.
- Hrvatski nogometni kup (2): 2000., 2003.

Šahtar Donjeck
- Ukrajinsko prvenstvo (10): 2004./05., 2005./06., 2007./08., 2009./10., 2010./11., 2011./12., 2012./13., 2013./14., 2016./17., 2017.18.
- Ukrajinski kup (7): 2004., 2008., 2011., 2012., 2013., 2016., 2017.
- Ukrajinski superkup (8): 2005., 2008., 2010., 2012., 2013., 2014., 2015., 2017.
- Kup UEFA (1): 2009.

## Zanimljivosti
- Iako se uz njegov razvoj spominje ponajprije ime Igora Štimca, on uvijek posebno zahvaljuje i treneru Ivanu Gudelju.
- U više navrata istaknuo je svoju želju za povratkom u matični mu klub, Hajduk, i to istekom ugovora u Donjecku.
- Tijekom priprema reprezentacije za kvalifikacijsku utakmicu protiv Rusije, 3. rujna 2006. godine Srna je u društvu Olića i Balabana u ranim jutarnjim satima viđen u narodnjačkom klubu u Zagrebu, te ih je izbornik Slaven Bilić kaznio zabranom nastupa na spomenutoj utakmici. Kasnije su kažnjeni s po 30.000 kn.
- Dok je igrao za Šahtar Srna je dvaput platio put i ulaznice za siročad, jednom za 960 drugi put za 760 djece.[16][17]
- Tradicionalno svake godine u jesen Srna donira siromašnoj djeci Ukrajine desetke tona mandarina.[18]

## Privatno
Darijo je posebno emotivno vezan za brata Igora koji ima blaži oblik Downovog sindroma, tako je često posvećivao svoje pogotke upravo njemu, a na prsima ima veliku tetovažu njegova imena.
Sin je nogometnog vratara Uzeira, koji je osim hrvatskih klubova (NK Neretva, NK Jadran Ploče, ONK Metković) branio i u Sarajevu i Čeliku.
Njegov nećak Zvonimir Srna je hrvatski rukometni reprezentativac.

## Ostalo
- Sinkronizacija lika Aquamana u animiranom filmu Lego Film 2 (2019.)

## Vanjske poveznice
- Profil na službenim stranicama UEFA-e
- Profil na službeni stranicama Hrvatskog nogometnog saveza
- Profil na službenim stranicama Šahtara
- Profil na transfermarkt.de
- Intervju novinama Sport-Ekspres  Arhivirana inačica izvorne stranice od 18. rujna 2014. (Wayback Machine) (rus.)
- Razgovor s Darijom Srnom, serijal (Ne)uspjeh prvaka s Mariom Stanićem, 4. 8. 2023. (YouTube)
- Intervju s Darijom Srnom, serijal Oni pobjeđuju, Al Jazeera Balkans, 8. 9. 2023. (YouTube)